# Exalphus aurivillii
Exalphus aurivillii là một loài bọ cánh cứng trong họ Cerambycidae.